# Farnborough (Hampshire)
Koordinaten: 51° 16′ N, 0° 45′ W
Farnborough ist eine Stadt in der Grafschaft Hampshire im Süden Englands mit rund 60.000 Einwohnern. Bekannt ist die Stadt vor allem als Veranstaltungsort der Farnborough International Airshow, die alle zwei Jahre stattfindet.

## Lage
Farnborough liegt im Nordosten von Hampshire nahe der Grenze von Surrey und Hampshire. Die Grenze wird durch den Blackwater River markiert. Der Cove Brook fließt durch Farnborough. Bis London sind es etwa 50 km nach Nordosten, die Stadt kann mit der Bahn (South Western Main Line) oder über den Motorway M3 erreicht werden. Die Hauptverkehrsstraße der Stadt, Farnborough Road, durchquert die Stadt von Camberley im Norden und verlässt die Stadt Richtung Aldershot im Süden.
Im Stadtgebiet liegt die Saint Michael’s Abbey. In der Kaisergruft wurden Napoléon III. (1808–1873), Kaiser der Franzosen,  seine Frau Eugénie (1826–1920) und der Sohn des Paares, der Kronprinz Louis Napoléon (1856–1879) beigesetzt. Das benachbarte Haus Farnborough Hill war Kaiserin Eugénies letzte Residenz. Die Krypta der St Peter’s Old Parish Church soll die Gebeine der Earls of Anglesey enthalten.

## Veranstaltungen
Alle zwei Jahre findet auf dem Farnborough Airfield zwischen Farnborough und Fleet und des früheren Luftwaffenstützpunkts der Royal Air Force die Farnborough International Airshow statt. Einer der Flugpioniere des 19. und beginnenden 20. Jahrhunderts, Samuel Franklin Cody, war in Aldershot stationiert. Das Airfield wird inzwischen auch für den kommerziellen Flugverkehr genutzt.

## Wirtschaft
Farnborough ist traditionell ein wichtiger Standort der britischen Rüstungsindustrie. Es ist heute der Sitz des größten europäischen Rüstungskonzerns BAE Systems.

## Söhne und Töchter der Stadt
- Don Beauman (1928–1955), Autorennfahrer
- Joy Jordan (* 1935), Mittelstreckenläuferin
- Patrick Head (* 1946), Ingenieur
- Stephen Saunders (1947–2000), Brigadier der British Army
- Ian Mitchell (* 1955), Autorennfahrer
- Carolyn Wilson (* 1959), Synchronschwimmerin
- Ben Duckett (* 1994), Cricketspieler